# Per Axel Rydberg
Per Axel Rydberg (1860 - 1931) va ser un botànic estatunidenc d'origen suec i va ser el primer curator de l'herbari del New York Botanical Garden.
Per Axel Rydberg emigrà als Estats Units el 1882. Es va graduar a la Universitat de Nebraska (B.S. el 1891) i (M.A. el 1895). Es va graduar a la Columbia University (Ph.D. el 1898).
Rydberg va ser encarregat pel United States Department of Agriculture per a emprendre una exploració botànica a l'oest de Nebraska. També se li va encarregar una altra expedició a les Black Hills of South Dakota, i el 1893 estava a les Sand Hills de Nebraska.
El 1900 Rydberg va fer treball de camp al sud-est de Colorado. El 1901 visità els Kew Gardens. L'any 1905 va recollir plantes a Utah i el 1925 va anar a les Allegheny Mountains.
Va descriure més de 1.700 espècies noves. Es va especialitzar en la flora de les Great Plains i de les Rocky Mountains.
El 1900 s'uní a l'American Association for the Advancement of Science i el 1907 va ser membre de l'American Geographical Society i l'Ecological Society of America.

## Algunes obres
- 1895: Flora Of The Sand Hills Of Nebraska
- 1897: A Report Upon the Grasses and Forage Plants of the Rocky Mountain Region with C. L. Shear
- 1898: A Monograph of the North American Potentilleae
- 1900: Catalogue of the Flora of Montana and the Yellowstone National Park
- 1906: Flora of Colorado
- 1917: Flora of the Rocky Mountains and adjacent plains, Colorado, Utah, Wyoming, Idaho, Montana, Saskatchewan, Alberta, and neighboring parts of Nebraska, South Dakota, and British Columbia
- 1922: Flora of the Rocky Mountains and adjacent plains, Colorado, Utah, Wyoming, Idaho, Montana, Saskatchewan, Alberta, and neighboring parts of Nebraska, South Dakota, North Dakota, and British Columbia
- 1918: Monograph on Rosa
- 1923: Flora of the Black Hills of South Dakota
- 1923: Memories from the Department of Botany of Columbia University
- 1932: Flora of the Prairies and Plains of Central North America with M. A. Howe

- 1901: Contributions to the botany of the Yukon Territory, (with Nathaniel Lord Britton, Marshall A. Howe, Lucien Marcus Underwood, and R. S. Williams)
- 1903: Flora of the southeastern United States;being descriptions of the seed-plants, ferns and fern-allies growing naturally in North Carolina, South Carolin, Georgia, Florida, Tennessee, Alabama, Mississippi, Arkansas, Louisiana and the Indian territory and in Oklahoma and Texas east of the one-hundredth meridian,(with John Kunkel Small)
- 1919: Key to the Rocky Mountain flora; Colorado, Utah, Wyoming, Idaho, Montana, Saskatchewan, Alberta, and parts of Nebraska, South Dakota, North Dakota, and British Columbia.
- 1899-1913: Studies on Rocky Mountain flora. (Series: Contributions from the New York Botanical Garden)